# Kecamatan Paguat
Kecamatan Paguat är ett distrikt i Indonesien.   Det ligger i provinsen Gorontalo, i den norra delen av landet, 1 900 km öster om huvudstaden Jakarta.